# 2025-26ヨーロピアンラグビーチャンピオンズカップ
2025-26ヨーロピアンラグビー・チャンピオンズカップ（2025–26 European Rugby Champions Cup）は、ヨーロピアン・プロフェッショナル・クラブ・ラグビー（European Professional Club Rugby、EPCR）が運営する、ヨーロッパと南アフリカ共和国のラグビーユニオンにおける12回目のクラブ王者決定大会。

## 概要
2025年12月5日から2026年5月23日まで、24チームによるプールステージと、16チームによるノックアウトステージを行う。
決勝戦は、2026年5月23日にスペインのビルバオにあるエスタディオ・サン・マメスで行われる。

## 出場チーム
2025-26シーズンの出場チームは以下のとおり。前年シーズンの各リーグ上位8チームから、計24チームが出場する。
- イングランド最高峰リーグ「プレミアシップ・ラグビー2024-25」上位8チーム。（下位2チームは、下位大会「2025-26EPCRチャレンジカップ」に出場）
- フランス最高峰リーグ「2024-25 トップ14」上位8チーム。（下位6チームは、下位大会「2025-26EPCRチャレンジカップ」に出場）
- ウェールズ・スコットランド・アイルランド・イタリア・南アフリカ共和国で構成される「2024-25 ユナイテッド・ラグビー・チャンピオンシップ」から、上位8チーム。（下位8チームは、下位大会「2025-26EPCRチャレンジカップ」に出場）

| 地域    | イングランド                         | フランス                          | アイルランド・スコットランド・ウェールズ・ イタリア・南アフリカ共和国 |
| 大会    | 前季 プレミアシップ・ラグビー2024-25 | 前季 2024-25 トップ14             | 前季 2024-25ユナイテッド・ラグビー・チャンピオンシップ                |
| ------- | ------------------------------------ | --------------------------------- | --------------------------------------------------------------------- |
| 1位     | バース                               | トゥールーズ                      | レンスター                                                            |
| 2位     | レスター・タイガース                 | ボルドー・ベグル                  | ブルズ                                                                |
| 3位     | セール・シャークス                   | トゥーロン                        | シャークス                                                            |
| 4位     | ブリストル・ベアーズ                 | バイヨンヌ                        | グラスゴー・ウォリアーズ                                              |
| 5位     | グロスター                           | クレルモン                        | ストーマーズ                                                          |
| 6位     | サラセンズ                           | カストル                          | マンスター                                                            |
| 7位     | ハーレクインズ                       | ラ・ロシェル                      | エディンバラ                                                          |
| 8位     | ノーサンプトン・セインツ             | ポー                              | スカーレッツ                                                          |
| 9位以下 | 2025-26EPCRチャレンジカップに出場    | 2025-26EPCRチャレンジカップに出場 | 2025-26EPCRチャレンジカップに出場                                     |

## 関連大会
本大会と同時期に、イングランド最高峰リーグの「プレミアシップ・ラグビー2025-26」、フランス最高峰リーグの「2025-26 トップ14」、ヨーロッパ強豪国と南アフリカ共和国が参加する「2025-26ユナイテッド・ラグビー・チャンピオンシップ」が開催される。
|          | ヨーロッパ6か国 および 南アフリカ共和国 ほか ・      |                                                 |                                                   |                                                                         | |
| 上位大会 | 2025-26ヨーロピアンラグビーチャンピオンズカップ      | 2025-26ヨーロピアンラグビーチャンピオンズカップ | 2025-26ヨーロピアンラグビーチャンピオンズカップ   | 2025-26ヨーロピアンラグビーチャンピオンズカップ                         | 2025-26ヨーロピアンラグビーチャンピオンズカップ                                                                        |
| 下位大会 | 2025-26EPCRチャレンジカップ                          | 2025-26EPCRチャレンジカップ                     | 2025-26EPCRチャレンジカップ                       | 2025-26EPCRチャレンジカップ                                             | 2025-26EPCRチャレンジカップ                                                                                            |
|          |                                                      |                                                 |                                                   |                                                                         | |
|          | イングランド                                         | フランス                                        |                                                   | アイルランド・スコットランド・ウェールズ・イタリア・南アフリカ共和国 ・ | アイルランド・スコットランド・ウェールズ・イタリア・南アフリカ共和国 ・                                                |
| 1部大会  | プレム・ラグビー2025-26 (ギャラガー・プレム2025-26)  | 2025-26 トップ14                                | 2025-26ユナイテッド・ラグビー・チャンピオンシップ | 2025-26ユナイテッド・ラグビー・チャンピオンシップ                       | |
|          |                                                      |                                                 |                                                   |                                                                         | |
| 2部大会  | チャンプ・ラグビー2025-26 (旧 RFUチャンピオンシップ) | 2025-26 プロD2                                  |                                                   | 各 国内リーグ                                                           | オールアイルランド・リーグ、 スコティッシュ・プレミアシップ、 スーパーラグビー・カムリ、 セリエAエリート、カリーカップ |
| 3部大会  | ナショナルリーグ1                                    | シャンピオナ・フェデラル・ナシオナル            |                                                   | 各 国内リーグ                                                           | オールアイルランド・リーグ、 スコティッシュ・プレミアシップ、 スーパーラグビー・カムリ、 セリエAエリート、カリーカップ |